# Wohnhaus Atenser Allee 119
Das Wohnhaus Atenser Allee 119 im niedersächsischen Nordenham-Atens im Landkreis Wesermarsch stammt aus dem 20. Jahrhundert.

Aktuell (2023) wird es von der Stadt als Wohnhaus genutzt.
Das Gebäude steht unter Denkmalschutz (siehe auch Liste der Baudenkmale in Nordenham).

## Beschreibung
Das eineinhalbgeschossigen verputzte Gebäude auf verklinkerten Sockel mit Krüppelwalmdach und teilweise  Niedersachsengiebel, mit seitlichem Giebelrisalit mit Mansarddach sowie überdachtem Eingang wurde um 1910 gebaut.
Das Landesdenkmalamt befand zur Bedeutung: „… geschichtlich, wissenschaftlich, städtebaulich …“